# SUPER-UX
SUPER-UX, parfois écrit SuperUx ou Super-UX, est un système d'exploitation de type Unix, utilisé sur les supercalculateurs Cray / NEC à base d'architecture NEC SX. C'est un portage du System V Release 4.2MP (SVR4.2MP), qui inclut de nombreuses fonctionnalités présentes dans les systèmes Linux ou BSD, ainsi que des fonctionnalités propriétaires spécifiques aux supercalculateurs.
SUPER-UX utilise le système de fichiers Supercomputer File System (SFS).
L'Earth Simulator utilise ES OS, un système d'exploitation basé sur SUPER-UX.